# Vázquez Sounds
Vazquez Sounds o Vázquez Sounds és un trio musical mexicà format pels germans Ángela (Angie), Gustavo i Abelardo Vázquez Espinoza, que van aconseguir la fama després de pujar a YouTube un vídeo amb una versió de la cançó Rolling in the Deep de l'artista britànica Adele.

## Formació
Els Vazquez Sounds utilitzen freqüentment l'estudi del seu pare per compondre i editar la seva música. Està format per:
- Ángela Vázquez: Veu Principal
- Gustavo Vázquez: Bateria, Piano
- Abelardo Vázquez: piano, guitarra, baix elèctric

## Història
Ángela, Gustavo, i Abelardo, de 10, 13 i 15 anys respectivament, són originaris de Mexicali, Baixa California. Des que eren petits van créixer en l'àmbit musical, són fills del productor Abelardo Vázquez, que ha treballat amb grups com Reik, Nikki Clan i Camila. La seva mare també és cantant.
Abelardo i Gustavo des que eren petits han tocat instruments. En canvi, Ángela va començar a cantar a 7 anys per ella mateixa sense rebre cap classe d'estudis o formació.

### Origen
Des dels tres anys, l'Abelardo i el Gustavo tocaven a l'estudi del seu pare i feien diverses cançons. Posteriorment van invitar a l'Ángela. Es van decidir per interpretar «Rolling in the Deep» d'Adele. El seu pare, en sentir-los, es va quedar entusiasmat i va decidir gravar-los. L'Abelardo va editar el vídeo juntament amb el seu pare, amb el mateix nom, qui el va ajudar amb algunes escenes. Al cap de pocs dies van pujar el vídeo a YouTube.
El tema va ser escollit per tres raons especials, la primera per ser un dels èxits del moment, també perquè a la cançó s'utilitzen instruments que ells dominen i perquè la veu era adequada per tal que l'Ángela sobresortís, i per acabar, per ser un tema en anglès, ja que és un idioma que es parla arreu del món, que facilita la seva globalització. Van explicar que el tema el van gravar per diversió, com un passatemps, sense esperar l'èxit obtingut.

### Fenomen d'Internet
YouTube ha servit de "plataforma de llançament" per a molts artistes. El vídeo va ser pujat a YouTube per l'Abelardo l'11 de novembre, i va rebre més de catorze milions de visites en gairebé un mes a escala mundial, convertint-se així en un fenomen d'Internet en poques hores, i van obtenir moltes subscripcions al seu canal. De la mateixa manera, va ser el més comentat a diferents xarxes socials com Facebook i Twitter, on es van convertir en trending topic a Mèxic.
Van tenir una acceptació tan gran que diferents programes de televisió d'arreu del món van fer reportatges sobre els Vázquez Sounds com per exemple a Telefe (Argentina), Telecinco (Espanya), la BBC (Regne Unit), Milenio (Mèxic), al programa Good Morning America de l'ABC (Estats Units). Així mateix van concedir entrevistes a la CNN, al programa Primer impacte d'Univisión i a diversos programes locals a Mexicali, i nacionals com Sabadazo per Omar Chaparro i Las noticias por Adela per Adela Micha de Televisa, Hechos AM per Jorge Zarza i Ventaneando a TV Azteca.
Una de les primeres personalitats musicals en trucar-los va ser Tommy Mottola, així com altres artistes internacionals i europeus, encara que ells van optar per continuar els seus estudis.

### Contracte amb Sony
Després d'haver obtingut el primer milió de visites amb el seu vídeo, el president de Sony Music Mèxic Roberto López va viatjar fins a Mexicali per parlar amb el pare dels nens i firmar immediatament, encara que no coneixia el projecte. Al pare ja el coneixien, ja que era cantant i així els van contactar fàcilment.
El dia 7 de desembre es va donar a conèixer que van firmar un contracte amb Sony Music únicament de distribució, i existint la possibilitat de llançar un àlbum complet, per ara la discogràfica s'encarregarà de llançar el tema gravat per a ser venut a diferents pàgines de descàrregues, i un nou tema cada tres setmanes, i així el seu pare podrà seguir conduint la seva carrera, ja que vol que segueixin les seves vides normals i fent música de la manera que l'han fet fins ara.

### Comercialització
Mariah Carey, intèrpret original d'All I Want for Christmas Is You. Després de firmar amb Sony, van tornar a gravar una nova versió del seu cover d'Adele per a ser venut a diverses botigues de descàrregues de Mèxic, Llatinoamèrica, Espanya, Canadà i Estats Units el 13 de desembre, baix la discogràfica Sony Music Entertainment Mèxic, aconseguint ràpidament la primera posició a "iTunes México", seguit del tema amb la seva intèrpret original, encara que Rubén Corral, assistent del productor Abelardo Vázquez, va mencionar que aquella versió era pirata, ja que s'havia baixat l'àudio del vídeo sense autorització, encara que a diverses pàgines de Sony Music es deia que era un llançament oficial. El vídeo va ser llançat comercialment el 20 de desembre.
El 13 de desembre van pujar un vídeo nadalenc amb la cançó «All I Want For Christmas Is You», que va fer anys enrere famosa a Mariah Carey amb el seu àlbum nadalenc de 1994 Merry Christmas, aconseguint ràpidament a les llistes de popularitat als Estats Units i Europa, en pocs dies més de 6 milions de visites. El vídeo va ser gravat un cap de setmana i editat els dos dies posteriors. A twitter va col·locar-se ràpidament al trending topic poques hores després d'haver anunciat el llançament del vídeo. El tema va ser gravat a San Diego, Califòrnia i produït per Abelardo Vázquez i Jeff McCullough, i el vídeo per Vazquez Sounds i Sense Media. Tant el vídeo com la cançó van ser llançats comercialment el 20 de desembre per iTunes.
El 23 de desembre van llançar el seu primer àlbum homònim, que consisteix en un EP que conté els seus dos temes gravats fins al moment així com un remix i una versió instrumental del seu primer senzill.

### Èxits
El 20 de desembre YouTube va publicar una llista del més visitat amb tot l'any a Mèxic, en la qual els Vázquez ocupaven la desena posició, aconseguida tan sols amb un mes, la llista va ser liderada pel blogger Werevertumorro. El diari La Crónica els va nomenar personatges de l'any.
L'última setmana de desembre van fer debut al Chart Billboard Social 50 a la posició número 17, convertint-se així en el segon debut més alt a la història del chart, només per darrere de Rebecca Black que va aconseguir la posició 9 a la seva setmana de debut. El ranking és determinat per l'activitat dels llocs web YouTube, Vevo, Facebook, Twitter, MySpace i iLike.

### Controvèrsies
S'han generat polèmiques entorn de Sony Music México i Vazquez Sounds, una d'elles és la polèmica que el vídeo va ser gravat com una estratègia per llançar als nens al mercat i que ja tenien un contracte amb Sony music, i com que tenien el catàleg musical de la cantant Adele permetrien la difusió del vídeo a YouTube sense violar els drets d'autor, encara que el president va desmentir-ne el fet. També va haver-hi moltes especulacions sobre la veu de l'Ángela, que s'ha mencionat que ha estat editada i remasteritzada per al vídeo.

## Discografia

### EP
- 2011: Vázquez Sounds[47][48]

### Senzills
- 2011: Rolling In The Deep (descàrrega digital)[33]
- 2011: All I Want for Christmas Is You (descàrrega digital)[45]
- 2012: Forget You (descarga digital)[45]

### Videografia
- 2011: Rolling In The Deep[12][37]
- 2011: All I Want For Christmas Is You[43][44]
- 2012: Forget You